# Sebastian Ottrembka
Sebastian Ottrembka (* 3. Dezember 1976) ist ein deutscher Badmintonspieler. 

## Karriere
Sebastian Ottrembka siegte 1991 und 1993 bei den Nachwuchsmeisterschaften in Deutschland. 1998 war er bei den Hochschulmeisterschaften und den U22-Titelkämpfen erfolgreich. 1999 wurde er deutscher Vizemeister im Herrendoppel. 2000 und 2001 gewann er in der gleichen Disziplin Bronze, 2002 wurde er Dritter im Mixed.

## Sportliche Erfolge
| Saison    | Veranstaltung                     | Disziplin    | Platz | Name                                                                                  |
| --------- | --------------------------------- | ------------ | ----- | ------------------------------------------------------------------------------------- |
| 1990/1991 | Deutsche Einzelmeisterschaft U14  | Mixed        | 2     | Sebastian Ottrembka / Melanie Wünscher (VfL Berliner Lehrer / ASC Spandau-BLZ Berlin) |
| 1990/1991 | Deutsche Einzelmeisterschaft U14  | Herrendoppel | 1     | Christian Barthel / Sebastian Ottrembka (Wichernschule Hamburg / VfL Berliner Lehrer) |
| 1991/1992 | Deutsche Einzelmeisterschaft U16  | Herrendoppel | 2     | Christian Barthel / Sebastian Ottrembka (Wichernschule Hamburg / VfL Berliner Lehrer) |
| 1992/1993 | Deutsche Einzelmeisterschaft U16  | Herreneinzel | 2     | Sebastian Ottrembka (VfL Berliner Lehrer)                                             |
| 1992/1993 | Deutsche Einzelmeisterschaft U16  | Herrendoppel | 1     | Sebastian Ottrembka / Christian Barthel (VfL Berliner Lehrer / Wichernschule Hamburg) |
| 1992/1993 | Deutsche Einzelmeisterschaft U16  | Mixed        | 1     | Sebastian Ottrembka / Anika Sietz (VfL Berliner Lehrer / TSV Glinde)                  |
| 1993/1994 | Deutsche Einzelmeisterschaft U18  | Herreneinzel | 2     | Sebastian Ottrembka (VfL Berliner Lehrer)                                             |
| 1995/1996 | Deutsche Einzelmeisterschaft U22  | Mixed        | 2     | Sebastian Ottrembka / Anja Weber (VfL Berliner Lehrer / BC Eintracht Südring Berlin)  |
| 1996/1997 | Deutsche Einzelmeisterschaft U22  | Mixed        | 2     | Sebastian Ottrembka / Anja Weber (VfL Berliner Lehrer / BSC Südring Berlin)           |
| 1997/1998 | Deutsche Hochschulmeisterschaften | Mixed        | 1     | Sebastian Ottrembka / Anika Sietz (Uni Saarbrücken)                                   |
| 1997/1998 | Deutsche Einzelmeisterschaft U22  | Mixed        | 1     | Sebastian Ottrembka / Wiebke Schrempf (TuS Wiebelskirchen)                            |
| 1997/1998 | Deutsche Einzelmeisterschaft U22  | Herrendoppel | 1     | Sebastian Ottrembka / Mike Joppien (TuS Wiebelskirchen / FC Langenfeld)               |
| 1998      | Austrian International            | Herrendoppel | 2     | Sebastian Ottrembka / Mike Joppien (TuS Wiebelskirchen / FC Langenfeld)               |
| 1998/1999 | Deutsche Einzelmeisterschaft      | Herrendoppel | 2     | Sebastian Ottrembka / Joachim Tesche (TuS Wiebelskirchen)                             |
| 1999/2000 | Deutsche Einzelmeisterschaft      | Herrendoppel | 3     | Ingo Kindervater / Sebastian Ottrembka (1. BC Beuel / TuS Wiebelskirchen)             |
| 2000      | BMW Open                          | Mixed        | 3     | Sebastian Ottrembka / Nicol Pitro                                                     |
| 2000/2001 | Deutsche Einzelmeisterschaft      | Herrendoppel | 3     | Sebastian Ottrembka / Boris Reichel (TuS Wiebelskirchen / SC Bayer 05 Uerdingen)      |
| 2001/2002 | Deutsche Einzelmeisterschaft      | Mixed        | 3     | Sebastian Ottrembka / Anika Sietz (TuS Wiebelskirchen / PSV Ludwigshafen)             |

## Referenzen
- Martin Knupp: Deutscher Badminton Almanach, Eigenverlag/Deutscher Badminton-Verband (2003), 230 Seiten

| Personendaten    | Personendaten              |
| ---------------- | -------------------------- |
| NAME             | Ottrembka, Sebastian       |
| KURZBESCHREIBUNG | deutscher Badmintonspieler |
| GEBURTSDATUM     | 3. Dezember 1976           |